# Das Fest der Handwerker
Das Fest der Handwerker ist ein Singspiel des Schauspielers und Stückeschreibers Louis Angely. Es ist ein Einakter mit insgesamt 18 Auftritten und zählt zum Genre des Vaudeville. 1829 feierte es auf der Bühne des Königsstädtischen Theaters seine Premiere. Angely errang damit einen seiner größten Erfolge. Die Komik beruht in der Hauptsache auf den unterschiedlichen deutschen Dialekten und deren Besonderheiten.
Bereits kurz danach legte Philipp Thielmann mit Des Meisters Geburts- und Namenstag oder das Fest der Gesellen (1830) ein „Seitenstück“ zu diesem Werk vor. Eine mit neuen Musiknummern von Wilhelm Reuling versehene Fassung des Fests der Handwerker kam in den 1830er Jahren in Wien auf über hundert Aufführungen. 1929 orientierte sich Paul Quensel mit seinem Stück Blauer Montag (Musik von Franz Schubert) ebenfalls an dem Einakter.

## Handlung
Zitat aus dem Libretto
„Das Theater stellt den Garten einer Bürgertabagie im Vogtlande vor, hinten mit einem Gitter verschlossen. Tische, Bänke, Stühle im Garten. Rechts das Wirtshaus mit einem Schilde, worauf geschrieben steht: Tabagie und Bürger-Vergnügen. Links an allen Kulissen mit einer Gittertür, die in einem antoßenden Garten stößt“.

## Hörspiele
- 1924: Produzent: NORAG. Regie und Sprecher: Hermann Beyer. Sprecher u. a.: Karl Pündter und Erwin Bolt.
- 1925: Produzent: Funk-Stunde AG (Berlin). Regie und Sprecher: Alfred Braun. Sprecher u. a.: Ferdinand Gregori und Leopold von Ledebur.
- 1925: Produzent: Südwestdeutscher Rundfunkdienst AG (Frankfurt am Main). Regie und Sprecher: Heinz Hilpert. Sprecher u. a.: Fritz Odemar und Alexander Engels.
- 1926: Produzent: NORAG. Regie und Sprecher: Hermann Beyer. Sprecher u. a.: Karl Pündter und Hans Freundt.
- 1926: Produzent: WEFAG. Regie: Hermann Probst. Sprecher: Nicht angegeben.
- 1960: Alt-Berliner Possenabend (2. Teil: Das Fest der Handwerker). Theater-Szenenmitschnitt (Schillertheater (Berlin)). Produzent: RIAS. Regie: Boleslaw Barlog. Sprecher: Stefan Wigger und Vera Müller.